# حرب أونين

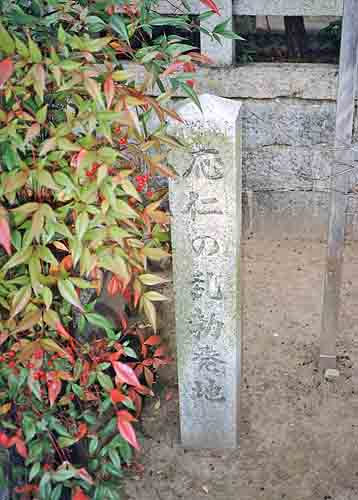
نصب حجري بالقرب من المكان الذي اندلعت فيه حروب الـ"أون-إن"

حروب أونين (باليابانية: 応仁) سنوات (1467-1477 م) هي فترة من تاريخ اليابان، كانت فيها البلاد مسرحا لحروب أهلية طاحنة. تعتبر هذه الفترة جزءا من فترة موروماتشي التاريخية. أعقبتها فترة أكثر دموية هي فترة المقاطعات المتحاربة أو سن غوكو جيدائي (戦国時代).

## مقدمات الحرب
اندلعت حروب الأونين بسبب خلاف حول العرش الإمبراطوري، كانت عشيرتي الهوسوكاوا واليامانا طرفي الصراع، دامت ما بين سنوات 1467-1477 م. منذ بداية عهد شوغانات الأشيكاغا عام 1336 م في كيوتو، أبدى العديد من الزعماء الكبار في البلاد رفضهم للوصاية التي فرضها عليهم الحكام الجدد، تزعمت إحدى العشائر النبيلة (ترجع في أصولها إلى العائلة الإمبراطورية) أولى حركات العصيان، ثم تبعهم الزعماء الكبار في المقاطعات أو الدائي-ميو. أخذت قوة نظام الشوغونات في التهاوي السريع، وبالأخص مع مقتل الشوغون التاسع أشيكاغا يوشي نوري (عاش 1394-1441 م) سنة 1441 م. بدأت الكوارث تجتاح البلاد، المجاعة أولا ثم انتشار الأوبئة. اندلعت ثورات كبيرة (عرفت باسم إيكي) عدة في البلاد، لم تكن لحكام المقاطعات القدرة على احتواءها، كان الأهالي يطالبون برفع الضرائب عنهم، وتأخير الآجال المفروضة عليهم لدفع مستحقاتهم من الديون. اضطر شوغون البلاد أشيكاغا يوشي ماسا (عاش 1326-1490 م) (حكم 1443-1473 م) أن يخضع للمطالب الشعبية فتم إقرار الإجراءات خاصة اللازمة.

## الصراع على الحكم
حسب الأعراف اليابانية، يقوم الحاكم (الإمبراطور أو الشوغون) باختيار شخص من بين ذريته أو عائلته والذي يراه الأنسب لخلافته. سيرا على المنهج قام يوشي-ماسا باختيار شقيقه يوشي مي (عاش 1439-1491 م) خليفة له. أثار هذا الاختيار غضب زوجته هينو توميكو (عاشت 1440-1496 م) والتي كانت ترى أن ابنها يوشي هيسا أحق بمنصب الشوغون من عمه. انضم إليها في مسعاها الوزير إيزه ساداشيكا، قام الاثنان بتدبير محاولة للتخلص من يوشي-ماسا. فشلت المحاولة، وكانت النتيجة تشكل تحالف قوي لحماية السلطة القائمة مشكل من عشيرتي الهوسوكاوا واليامانا، أما الوزير السابق إيزه ساداشيكا فكان مصيره الاغتيال.
بحلول العام 1465 م، قام يوشي-ماسا بالعدول عن قراره السابق، وعين ابنه وليا للعهد. كان قبل ذلك قد كسب تأييد يامانا موشيتويو (عاش 1404-1473 م) زعيم عشيرة اليامانا، فيما فضل هوسوكاوا كاتسوموتو (عاش 1430-1473 م) زعيم عشيرة الهوسوكاوا تأييد شقيق الشوغون، في واقع الأمر أراد بذلك الوقوف في وجه هيمنة عشيرة غريمه كاتسوموتو على المناصب الحساسة في الدولة.

## أحداث الحرب
بدأ كل من الأطراف -عشيرتا الهوسوكاوا واليامانا- بحشد الجيوش، ثم انضم إليهم حلفاء جدد من بين الزعماء في المقاطعات (الدائي-ميو). جرت أغلب المعارك حول مدينة كيوتو، وامتدت أحيانا حتى أصبحت شوارع المدينة ساحات لها. بلغ عدد المجندين فيها حوالي 400.000 شخص. على امتداد سنوات الحرب، قام زعماء الحرب بتغيير تحالفاتهم أكثر من مرة، كانت النتيجة أنه لم يستطع أي من طرفي الصراع حسم الموقف على ساحة المعركة. كانت وفاة زعيمي العشيرتين المتقاتلتين المفاجئ سنة 1473 م، السبب المباشر لتوقف المعارك وتفرق القوات المقاتلة.

## الهدوء المؤقت

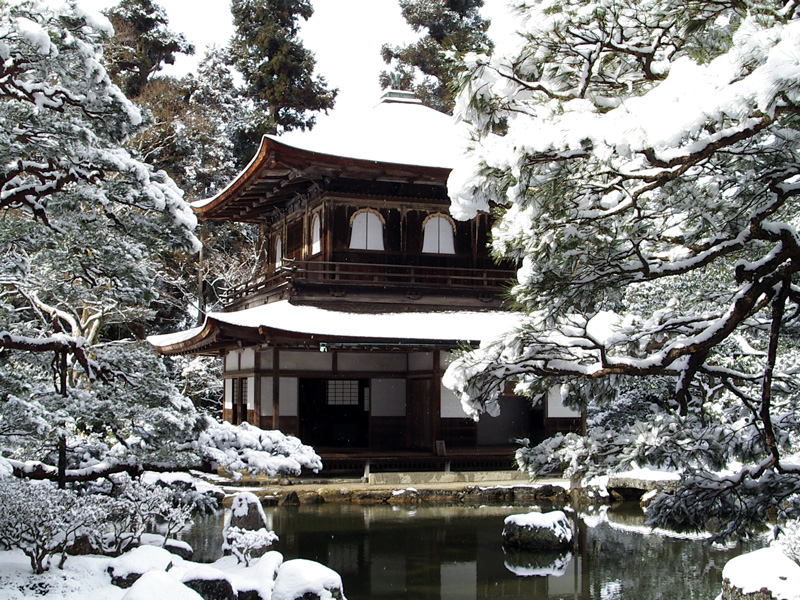
"السرادق الفضي" أو "غينكاكو-جي" (銀閣寺)، بالقرب من «كيوتو»: صورة ملتقطة أثناء فصل الشتاء

عام 1473 م، أبدى «يوشي-ماسا» نفورا من ولاية الحكم ففضل التخلي، قام بتنصيب ابنه «يوشي-هيسا» ع (1435-1489 م) «شوغونا». كان الحاكم السابق يريد أن يكرس حياته للفنون والآداب، فقام بعدها بتشييد مقر جديد (على مقربة من العاصمة «كيوتو») وعلى طراز معماري مستحدث: «السرادق الفضي» أو «غينكاكو-جي» (銀閣寺)، وانعزل بداخله عام 1483 م.
ترك «يوشي-ماسا» نظام الـ«شوغونات» من بعده هشا، لم يستطع الـ«شوغون» الجديد التحكم في طموحات الـ«دائي-ميو» (زعماء المقاطعات). قام بعض الزعماء ممن طمعوا في استغلال الموقف لزيادة رقعة أراضيهم، بإشعال شرارة الموجهات الأولى. ثم انتشرت المواجهات لتعم أغلب مناطق البلاد، وبلغت العاصمة «كيوتو» نفسها. هدأت الأحوال مع نهاية عام 1477 م، ولو إلى حين، يعتبر المؤرخين هذه السنة تاريخ انتهاء ما عرف بـ«حروب أونين» (応仁). تركت هذه الحروب العاصمة «كيوتو» أثرا بعد عين. بدأت بعدها بمدة فترة شهدت أحداثا أعنف من سابقتها، عرفت باسم «فترة المقاطعات المتحاربة» أو «سن غوكو جيدائي» (戦国時代) ودامت سنوات (1480-1573 م).